# Comunitat de comunes de Hanau-La Petite Pierre
La Comunitat de comunes de Hanau-La Petite Pierre (oficialment: Communauté de communes de Hanau-La Petite Pierre) és una Comunitat de comunes del departament del Baix Rin, a la regió del Gran Est.
Creada al 2017, està formada 38 municipis i la seu es troba a Bouxwiller.

## Municipis
1. Bischholtz
2. Bosselshausen
3. Bouxwiller
4. Buswiller
5. Dossenheim-sur-Zinsel
6. Erckartswiller
7. Eschbourg
8. Frohmuhl
9. Hinsbourg
10. Ingwiller
11. Kirrwiller
12. Lichtenberg
13. Lohr
14. Menchhoffen
15. Mulhausen
16. Neuwiller-lès-Saverne
17. Niedersoultzbach
18. Obermodern-Zutzendorf
19. Obersoultzbach
20. Petersbach
21. La Petite-Pierre
22. Pfalzweyer
23. Puberg
24. Reipertswiller
25. Ringendorf
26. Rosteig
27. Schalkendorf
28. Schillersdorf
29. Schœnbourg
30. Sparsbach
31. Struth
32. Tieffenbach
33. Uttwiller
34. Weinbourg
35. Weiterswiller
36. Wimmenau
37. Wingen-sur-Moder
38. Zittersheim